# Улица Максима Березовского (Чернигов)
Улица Максима Березовского (укр. Вулиця Максима Березовського) — улица в Деснянском районе города Чернигова. Пролегает от улицы Маресьева до улицы Кольцевая, исторически сложившаяся местность (район) Александровка.
Примыкает улица Прорезная.

## История
Переименована, после вхождения села Александровка в состав города Чернигова, для упорядочивания названий улиц, поскольку в Чернигове уже была улица с данным названием в районе Бобровица. 12 ноября 2002 года Яблочная улица была переименована на улицу Фёдорова — в честь советского государственного и партийного деятеля (Первый секретарь Черниговского областного комитета в 1938-1943 годы), дважды Героя Советского Союза Алексея Фёдоровича Фёдорова, согласно Решению Черниговского городского совета (городской глава А. В. Соколов) 5 сессии 24 созыва «Про переименование улиц города» («Про перейменування вулиць міста»).
19 февраля 2016 года улица получила современное название — в честь русского композитора Максима Созонтовича Березовского, согласно Распоряжению городского главы В. А. Атрошенко Черниговского городского совета № 54-р «Про переименование улиц города» («Про перейменування вулиць міста»)

## Застройка
Улица пролегает в северном направлении с небольшим уклоном на восток — в сторону авиабазы «Чернигов» — параллельно улицам Королёва и Черняховского. Парная и непарная стороны улицы заняты усадебной застройкой, частично малоэтажной и многоэтажной жилой застройкой (два 3-этажных дома №№ 2 и 3, один 5-этажный дом №1). Непарная сторона начинается с № 5, при этом два дома №№ 1 и 3 расположены в начале улицы на парной стороне. 
Учреждения: нет